# 체포령 (1964년 영화)
"체포령"은 한국에서 제작된 김을백 감독의 1964년 영화이다. 황해 등이 주연으로 출연하였고 김을백 등이 제작에 참여하였다.

## 출연

### 주연
- 황해
- 김혜정
- 이민자

## 기타
- 조명: 최용진
- 미술: 홍성칠